# Ectemnius lapidarius
Espèce
Ectemnius lapidarius est une espèce d'insecte du genre Ectemnius, hyménoptère de la famille des crabronidés.